# Sulfasalazin
Sulfasalazin je crijevni protuupalni lijek i antireumatik.
Točan mehanizam njegova djelovanja nije poznat, ali je poznato da djeluje protuupalno, imunosupresivno i antibiotski. Učinak je većim dijelom posljedica djelovanja dviju djelatnih tvari, 5-aminosalicilne kiseline i sulfapiridina koji su povezani dušikovom vezom.
5-aminosalicilna kiselina je protuupalni lijek koji koči (inhibira) ciklooksigenazu i tako sprječava sintezu prostaglandina.
Sulfapiridin je sulfonamidni antibiotik koji djeluje kao kompetitivni antagonist p-aminobenzojeve kiseline i tako ubija bakterije. 
In vitro sulfasalazin i sulfapiridin koče prirodne stanice-ubojice i transformaciju limfocita. Djeluje i na humoralni i na stanični imuni odgovor. Tablete imaju acidorezistentnu zaštitnu ovojnicu koja sprječava oslobađanje djelatnih tvari u želucu i time nadražaj želučane sluznice. Apsorbira se do 30% sulfasalazina, ali se većina vrati u crijevo putem žuči. Nakuplja se u vezivnom tkivu, peritonealnoj, i sinovijalnoj tekućini. U debelom crijevu bakterije crijevne flore cijepaju sulfasalazin u 5-aminosalicilnu kiselinu i sulfapiridin. 5-aminosalicilna kiselina slabo se apsorbira i djeluje pretežito lokalno protuupalno, a sulfapiridin djeluje nakon apsorpcije sustavno. 

## Indikacije
Zbog vrlo povoljnog odnosa koristi naspram rizika liječenja, primjena sulfasalazina preporučuje se već i u najranijim stadijima reumatoidnog artritisa. Koristan je u liječenju blažeg do umjerenog oblika ulceroznog kolitisa i kao dodatna terapija u teškom obliku ulceroznog kolitisa. Također se upotrebljava za održavanje remisije ulceroznog kolitisa. Koristi se i u liječenju aktivnog oblika Crohnove bolesti, osobito u pacijenata sa zahvaćenim kolonom.

## Nuspojave
Većina neželjenih učinaka ovisi o dozi i posljedica je djelovanja sulfapiridina. Razmjerno su česti probavni poremećaji (mučnina, povraćanje, nadutost), povišena tjelesna temperatura, glavobolja, eritem i svrbež.